# Damani Ralph
Damani Ralph (ur. 6 listopada 1980 w Kingston) – jamajski piłkarz występujący na pozycji napastnika.

## Kariera klubowa
Ralph karierę rozpoczynał w 1998 roku w zespole Harbour View. W 1999 roku został studentem amerykańskiej uczelni Meridian Community College i zaczął w tamtejszej drużynie piłkarskiej, Meridian CC Eagles. W 2001 roku rozpoczął studia na University of Connecticut, kontynuując karierę w uczelnianej ekipie Connecticut Huskies. W 2003 roku Ralph trafił do Chicago Fire z MLS. Zadebiutował tam 13 kwietnia 2003 roku w zremisowanym 1:1 pojedynku z New England Revolution. 26 kwietnia 2003 roku w wygranym 3:2 spotkaniu z Kansas City Wizards strzelił pierwszego gola w MLS. W tym samym roku dotarł z zespołem do finału MLS Cup. Przez dwa sezony w barwach Chicago rozegrał 51 spotkań i zdobył 22 bramki.
W 2005 roku Ralph podpisał kontrakt z rosyjskim Rubinem Kazań. W Priemjer-Lidze zadebiutował 13 marca 2005 roku w zremisowanym 0:0 meczu z Saturnem Ramienskoje. 15 maja 2005 roku w przegranym 3:4 spotkaniu z Ałaniją Władykaukaz zdobył pierwszą bramkę w lidze rosyjskiej. W ciągu trzech sezonów zagrał w 26 meczach i strzelił 2 gole. W 2007 roku odszedł z klubu.

## Kariera reprezentacyjna
W reprezentacji Jamajki Ralph zadebiutował w 2004 roku. W 2005 roku został powołany do kadry na Złoty Puchar CONCACAF. Zagrał na nim w meczach z Gwatemalą (4:3), RPA (3:3), Meksykiem (0:1) i Stanami Zjednoczonymi (1:3), a Jamajka zakończyła turniej na ćwierćfinale.
W latach 2002–2005 w drużynie narodowej Ralph rozegrał 19 spotkań i zdobył 1 bramkę.